# Euxoa cooki
Euxoa cooki är en fjärilsart som beskrevs av Mcdunnough 1925. Euxoa cooki ingår i släktet Euxoa och familjen nattflyn. Inga underarter finns listade i Catalogue of Life.